# (3394) Banno
(3394) Banno ist ein Asteroid des Hauptgürtels, der am 16. Februar 1986 von den japanischen Astronomen Shigeru Inoda und Takeshi Urata an der Sternwarte von Karasuyama (IAU-Code 889) in der Präfektur Tochigi entdeckt wurde.
Der Asteroid wurde nach dem japanischen Amateurastronomen Yoshiaki Banno (1952–1991) benannt.